# Pohronská Polhora
Pohronská Polhora es un municipio del distrito de Brezno en la región de Banská Bystrica, Eslovaquia, con una población estimada a final del año 2024 de 1678 habitantes.
Se encuentra ubicado al noreste de la región, cerca del curso alto del río Hron —un afluente izquierdo del Danubio— y de la frontera con las regiones de Žilina y Prešov.

## Demografía
| Año        | 1994 | 2004    | 2014    | 2024    |
| ---------- | ---- | ------- | ------- | ------- |
| Población  | 1592 | 1707    | 1768    | 1678    |
| Diferencia |      | +7,22 % | +3,57 % | −5,09 % |

| Año        | 2023 | 2024    |
| ---------- | ---- | ------- |
| Población  | 1689 | 1678    |
| Diferencia |      | −0,65 % |